# Epsilon Eridani b
Epsilon Eridani b (auch: Ægir) ist ein Exoplanet, der den Hauptreihenstern Epsilon Eridani umkreist. Auf Grund seiner hohen Masse wird angenommen, dass es sich um einen Gasplaneten handelt. Aus Sicht der Erde ist Epsilon Eridani b einer der nächsten bisher nachgewiesenen extrasolare Planeten. Er ist etwas mehr als zehn Lichtjahre entfernt.

## Entdeckung
Da Epsilon Eridani einer der nächsten der sonnenähnlichen Sterne ist, wurde bereits intensiv nach umkreisenden Planeten gesucht. Die starke Aktivität und Veränderlichkeit des Sterns erschwerten die Auffindung mit den Methoden der Radialgeschwindigkeit. Es wurde argumentiert, dass die Sternenaktivität das Vorhandensein von Planeten auch vortäuschen kann. Darüber hinaus vermindert die geringe Metallizität des Systems (etwa die Hälfte der des Sonnensystems) die Chance der Planetenentstehung.
Schon in den frühen 1990er Jahren wurde die Existenz eines Trabanten von einem kanadischen Team, geführt von Bruce Campbell und Gordon Walker, angenommen. Ihre Beobachtungen waren jedoch nicht fundiert genug, um seine Existenz damit belegen zu können.
Im Jahr 2000 wurde schließlich formal die Entdeckung des Planeten Epsilon Eridani b von einem Team, geführt von Artie Hatzes, bekannt gegeben. Die Entdecker bestimmten seine Masse als 1,2 ± 0,33-facher Masse des Planeten Jupiter.
Andere Forscher (auch Geoffrey Marcy) forderten mehr Information über den Dopplereffekt des Sterns, der durch sein großes und variierendes magnetisches Feld hervorgerufen wird. Die Entdeckung blieb zunächst umstritten. Schließlich bestätigten zusätzliche Beobachtungen des Hubble-Weltraumteleskops, die die Beobachtungszeit auf fast 15 Jahre erhöhten, die Existenz des Exoplaneten. Anfang Oktober 2006 wurde dies von Fritz Benedict von der University of Texas in Austin und seinen Mitarbeitern veröffentlicht.
In den Jahren ab 2019 kamen mehrere Studien zu einem verfeinerten Wert für die Masse des Planeten. Sie bewegt sich nun im Bereich zwischen 0,6 und 0,8 Jupitermassen.

## Bahneigenschaften

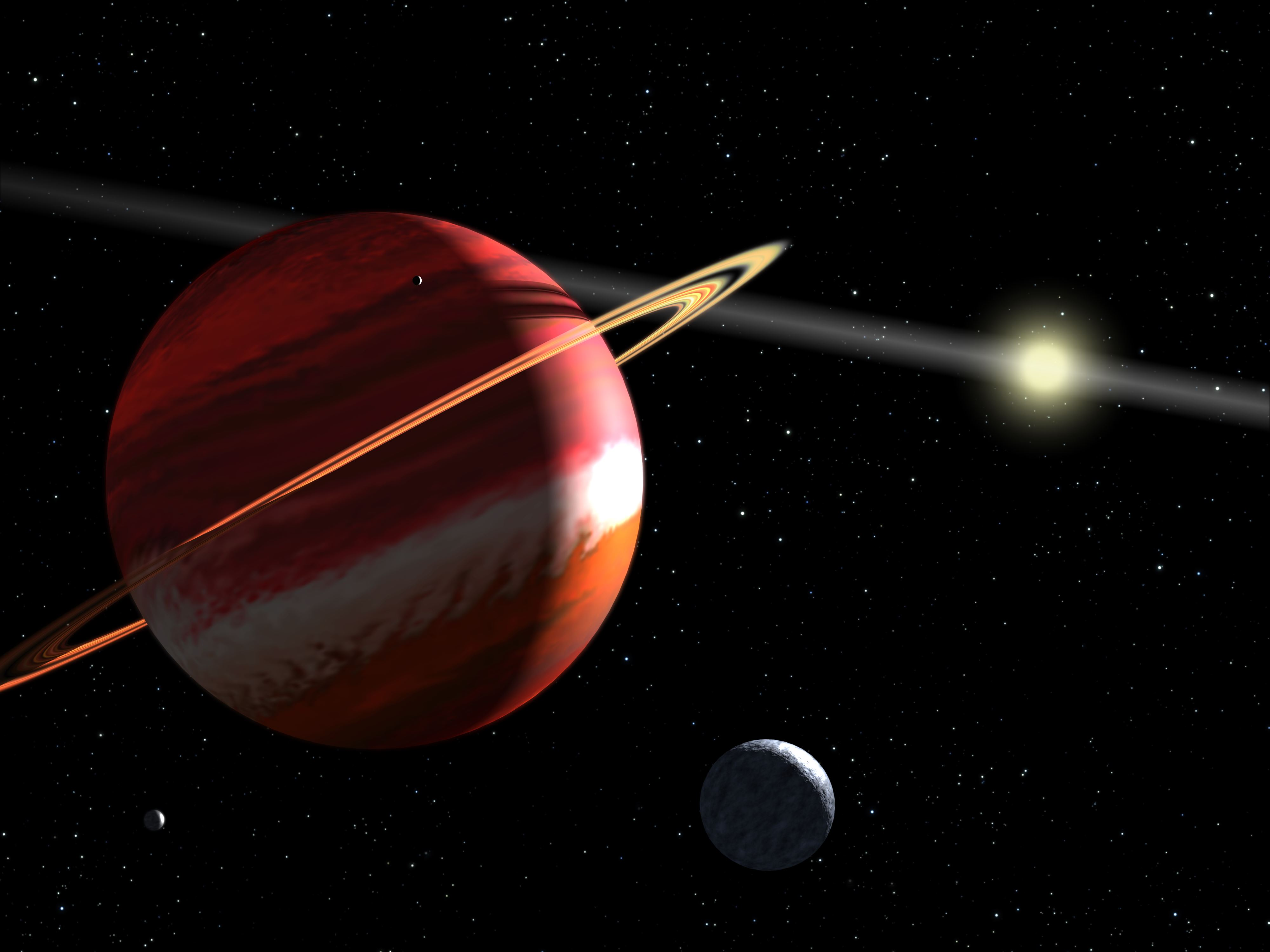
Phantasieansicht von Epsilon Eridani b (G. Bacon) mit einer Jupiter-ähnlichen Ammoniakwolken-Atmosphäre, für die er in Wirklichkeit wahrscheinlich zu warm ist. Im Hintergrund ist Epsilon Eridani und angedeutet die Staubscheibe zu erkennen.

Epsilon Eridani b umkreist Epsilon Eridani mit einer Periode von etwa 7 Jahren in einer mittleren Entfernung von 3,53 AE, wobei die Umlaufbahn nach der letzten Berechnung eine Exzentrizität von 0,07 besitzen soll. Frühere Studien kamen zu einem Wert für die Exzentrizität von 0,7 was einer der größten Werte unter den bekannten Exoplaneten wäre. Er wäre damit als „Exzentrischer Jupiter“ klassifiziert worden.
| Quelle                    | Masseresp. Mindestmasse (MJ) | Umlaufzeit (Tage) | Große Halbachse der Bahn (AU) | Exzentrizität   | Bahnneigung (Grad) |
| ------------------------- | ---------------------------- | ----------------- | ----------------------------- | --------------- | ------------------ |
| Hatzes et al. (2000)      | 1,7                          | 2502 ± 20         | 3,4                           | 0,61 ± 0,04     | 30                 |
| Benedict et al. (2000)    | 1,55 ± 0,24                  | 2502 ± 10         | 3,39 ± 0,36                   | 0,70 ± 0,04     | 30 ± 4             |
| Mawet et al. (2019)       | 0,78 +0,38−0,12              | 2690 ± 30         | -                             | 0,07 +0,06−0,05 | 89 ± 42            |
| Rosenthal et al. (2021)   | 0,65 ± 0,04                  | 2650 ± 20         | 3,50 ± 0,04                   | 0,04 +0,05−0,03 | -                  |
| Llop-Sayson et al. (2021) | 0,66 +0,12−0,09              | 2671 +17−23       | 3,53 +0,03−0,04               | 0,07 +0,07−0,05 | 79 +29−22          |

Mindestmassen sind kursiv markiert. Die präziseste Bestimmung ist fett markiert.